# 카마르그홍미

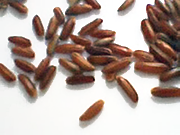
카마르그홍미 낱알

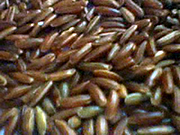
카마르그홍미

카마르그홍미(Camargue紅米, 프랑스어: riz rouge de Camargue)는 프랑스 남부 카마르그 지역의 습지에서 재배되는 홍미(붉은쌀)의 일종이다. 카마르그홍미는 작은 낱알 크기의 쌀 품종(소립종)이고, 색깔은 적갈색이다.

## 같이 보기
- 부탄홍미